# Borgnäs kommunvapen

Borgnäs kommunvapen.

Borgnäs kommunvapen är det heraldiska vapnet för Borgnäs i det finländska landskapet Nyland. Vapnet ritades av Gustaf von Numers och fastställdes av Inrikesministeriet 12 mars 1952.
Motivet är en kyrkklocka och två sländor. Kyrkklockan symboliserar Borgnäs gamla kyrka som färdigställdes 1731. Klockan har senare flyttats till en ny kyrka som byggdes 1924. Lokala kvinnor från Borgnäs spann trådar och medel från trådförsäljning användes för att anskaffa kyrkklockan.